# About Time (album de Ten Years After)
Pour les articles homonymes, voir About Time.
Albums de Ten Years After
Positive Vibrations
(1974) Live at the Fillmore East 1970
(2001)
Singles
1. Let's Shake It Up
Sortie : 1989

About Time est un album du groupe de blues rock britannique Ten Years After, sorti en 1989.
Le groupe, séparé depuis 1974, s'est reformé en 1988 pour enregistrer ce disque. C'est le dernier album studio du groupe sur lequel apparaît le chanteur et guitariste Alvin Lee.
About Time s'est classé 120e aux États-Unis, tandis que le single Let's Shake It Up a atteint la 23e place du classement Hot Mainstream Rock.

## Titres
1. Highway of Love (Steve Gould, Alvin Lee) – 5:13
2. Let's Shake It Up (Steve Gould, Alvin Lee) – 5:14
3. I Get All Shook Up (Alvin Lee) – 4:38
4. Victim of Circumstance (Alvin Lee) – 4:29
5. Goin' to Chicago (Tim Hinkley, Alvin Lee) – 4:22
6. Wild Is the River (Steve Gould, Alvin Lee) – 3:53
7. Saturday Night (Steve Gould, Alvin Lee) – 4:06
8. Bad Blood (Tony Crooks, Leo Lyons) – 7:09
9. Working in a Parking Lot (Tony Crooks, Leo Lyons, Andy Nye) – 4:52
10. Outside My Window (Steve Gould, Alvin Lee) – 5:47
11. Waiting for the Judgement Day (Gould, Alvin Lee) – 4:30

## Musiciens
- Alvin Lee : chant, guitare
- Chick Churchill : claviers
- Leo Lyons : basse
- Ric Lee : batterie

Avec :
- Nick Carls, Jimi Jamison : chœurs